# Holt (België)
Holt is een gehucht van Beverst dat in 1878 bij deze toenmalige gemeente werd gevoegd. Het gehucht ligt enkele honderden meters ten zuidoosten van de kern van Beverst, aan de hoofdweg naar Bilzen.

## Onze-Lieve-Vrouwekapel
In Holt werd in 1669 een kapel gebouwd, waarin een miraculeus Onze-Lieve-Vrouwebeeld werd geplaatst, dat in een boom werd aangetroffen. In 1775 werd er een kluizenarij gebouwd.
De huidige betreedbare kapel stamt echter uit 1851. Het is een neoclassicistisch gebouwtje in baksteen met hoekbanden in mergelsteen en muurvlechtingen in de voorgevel. Boven het portaal bevindt zich een mijtervormige nis, waarin een kruisbeeld is geplaatst. In het interieur zijn gepolychromeerde beelden van Onze-Lieve-Vrouw, en de heiligen Brigitta en Rochus.